# 實妹相伴的大泉君
《實妹相伴的大泉君》為ALcot Honey Comb公司於2010年5月28日發行的戀愛冒險遊戲，遊戲中以「與妹妹間感情」壓制全場。
這是篇幅較小的戀愛冒險遊戲，登場人物也較少，然而卻有著完整清晰的劇情鋪陳與搞笑環節而獲得好評，是美少女遊戲中的小品。

## 故事
這世界分為兩種哥哥...
一種是討厭妹妹，連在遊戲看到都深感厭惡的哥哥。另一種雖然討厭著現實的妹妹，但反而追求對於遊戲中對妹妹的喜愛。很不幸的主人公大泉涼是屬於後面的那種，在現實中總是被妹妹嫌棄責罵，然而每次遊戲發行時總是會興沖沖去買妹控遊戲。
在眾多妹控遊戲中，主人公最喜歡的一個名叫麻衣的妹妹角色，他所喜歡的原畫家所作的角色設計、聲優甜蜜的聲線再加上對極對味的妹妹屬性。也許是日有所思夜有所夢的關係吧，在某天睡夢裡，他聽見了麻衣呼喚他的聲音，在一陣好夢過後，到了第二天早上...
「哥哥，該起床了~」主人公猛然發現，在遊戲中與自己朝夕相伴的麻衣居然出現在現實裡，熟悉的聲線，熟悉的表情，熟悉的言行...正當驚疑不定的主人公快要按捺不住自己時，突然房間的門被他那討厭的親妹妹打開了...

## 登場角色
大泉涼
本作的主人公，成績優良，運動神經優秀在學校是個模範學生，然而卻是個隱藏的成人遊戲發燒友。在學校是個實力拔群好學生，放學後卻只是個愛玩成人遊戲的廢物哥哥。也因為如此，經常被現實中的妹妹栞責罵，因此對於現實中的妹妹喜欢却感到苦手。然而在遊戲中卻是個十足的妹控，經常與其友人妹尾彰討論遊戲。
大泉栞（聲優：遠野そよぎ）
主角現實中的妹妹，從小的時候就喜歡著優秀的哥哥，然而对乱伦感情的恐惧，以及無法接受在家裡時只喜歡玩變態遊戲的哥哥，因此在家中經常對哥哥惡言相向。由於無法接受哥哥在家裡的樣子，因此對哥哥采取「無視」的態度。
個性十分好強，雖然身材嬌小去卻喜歡籃球，經常在籃球部中練習。
事实上是个受虐狂。
大泉麻衣
由電腦中出現的理想妹妹，聲稱為了報答涼對她的喜愛從電腦裡出來，無論是樣貌、聲音或者言行都是得到主人公的喜歡。
對人溫柔體貼，擅長處理家務，經常對涼撒嬌，有時會出現些在遊戲世界才會有的認知與發言，「诶~哥哥跟麻衣不都是一起洗澡的嗎」，「每次叫哥哥起床都會有早安吻。」讓涼感到心動與不知所措。
事实上是凉的无血缘妹妹向神灵请求变化而成的，目的是改善凉和栞的关系。
妹尾美紀（聲優：日向苺）
栞的好友，也是涼的好友妹尾彰的妹妹，經常與栞一同抱怨各自的不成材哥哥。個性如男人般直率，是栞在籃球部的經理。
喜歡著帥氣的大泉涼，在現實中也不時的展現對涼的好意，各种挑逗。
妹尾彰（聲優：各邑辛多狼）
大泉涼的好友，沒有如主人公涼一般出色的外貌與實力，而成為意料之中的宅男。與涼一樣都被自己的妹妹討厭著，然而卻仍關心著自己的妹妹，只要妹妹稍微示好就很容易被妹妹牽著鼻子走。
經常與涼爭奪著攻略遊戲中的妹妹，以前曾經買過一款認為很萌的妹系作品，然而故事中的妹妹卻被金髮男奪走了，讓他差點崩潰，至今仍耿耿於懷。
古賀剛（聲優：三軒長介）
由於籃球技術高超而自負，剛開始時對於主人公涼非常不合善，然而在與涼的籃球比賽後卻對涼懷有不明的情愫，與涼相處時會臉紅與不知所措，傲嬌男一名。喜欢NTR系游戏。

## 主題曲
主題歌「your little sister」
歌：片霧烈火 / 作詞：中山♥マミ / 作編曲：椎名俊介 / 製作：Angel Note

## 評價
《實妹相伴的大泉君》在日本美少女遊戲與動畫相關商品銷售網站Getchu.com的2010年5月销量榜上排名第10名，6月排名第28名，上半年排名第32名。

## 外部連結
- 官方网站 （日語）